# Theosodon
Theosodon es un género extinto de mamíferos placentarios del orden de los litopternos, perteneciente al grupo de los Meridiungulata también extintos.

## Generalidades
El género vivía en lugares abiertos, como los actuales guanacos, al cual se asemejan. Poseían un cuello largo y una trompa como la de los tapires; no guarda relación con ninguno de ellos, su parecido es resultado de convergencia adaptativa. Los teosodontes, como la mayoría de los meridiungulados, eran exclusivos de América del Sur.
Trotando por las llanuras, estas criaturas de cuello largo, que ramoneaban y también pacían, debieron parecerse mucho a las manadas de Auquénidos actuales. Exteriormente, la diferencia principal debía estar en las patas; las especies del género Theosodon tenían tres dedos y eran por ende, más pesadas. La posición retraída de las fosas nasales en el cráneo indica que también tenían trompa, aunque tal vez no más prominente que la del antílope saiga actual.
La mandíbula inferior era muy delgada y en la boca, como en el resto de los litopternos, había una dentadura completa, formada por 44 piezas, el máximo para los mamíferos placentarios, lo cual es poco frecuente en los cuadrúpedos herbívoros correspondientes a una etapa tan tardía del Terciario.
De huesos finos, las especies variaban aproximadamente de 1 m a 2 m de altura y se estima que pesaban desde cerca de 40 kg, en las especies más pequeñas hasta 140 kg en las mayores. Probablemente vivieron en las planicies, en grupos, alimentándose de gramíneas y hojas de árboles y arbustos. Existieron durante el Mioceno y el Plioceno, hace entre 13 a 5 millones de años. Sus fósiles se han encontrado fundamentalmente en  Argentina, con especies aún no nombradas de Colombia y Chile. El género de los teosodontes es un representante de la familia de los Macraucheniidae,  junto a varios otros comoScalabrinitherium, del cual evolucionó el más conocido entre los géneros de la familia, Macrauchenia del Pleistoceno, descrito  por Darwin. La gran mayoría de especies parecen haber desaparecido durante el Plioceno coincidiendo con el Gran Intercambio Biótico Americano.

## Especies

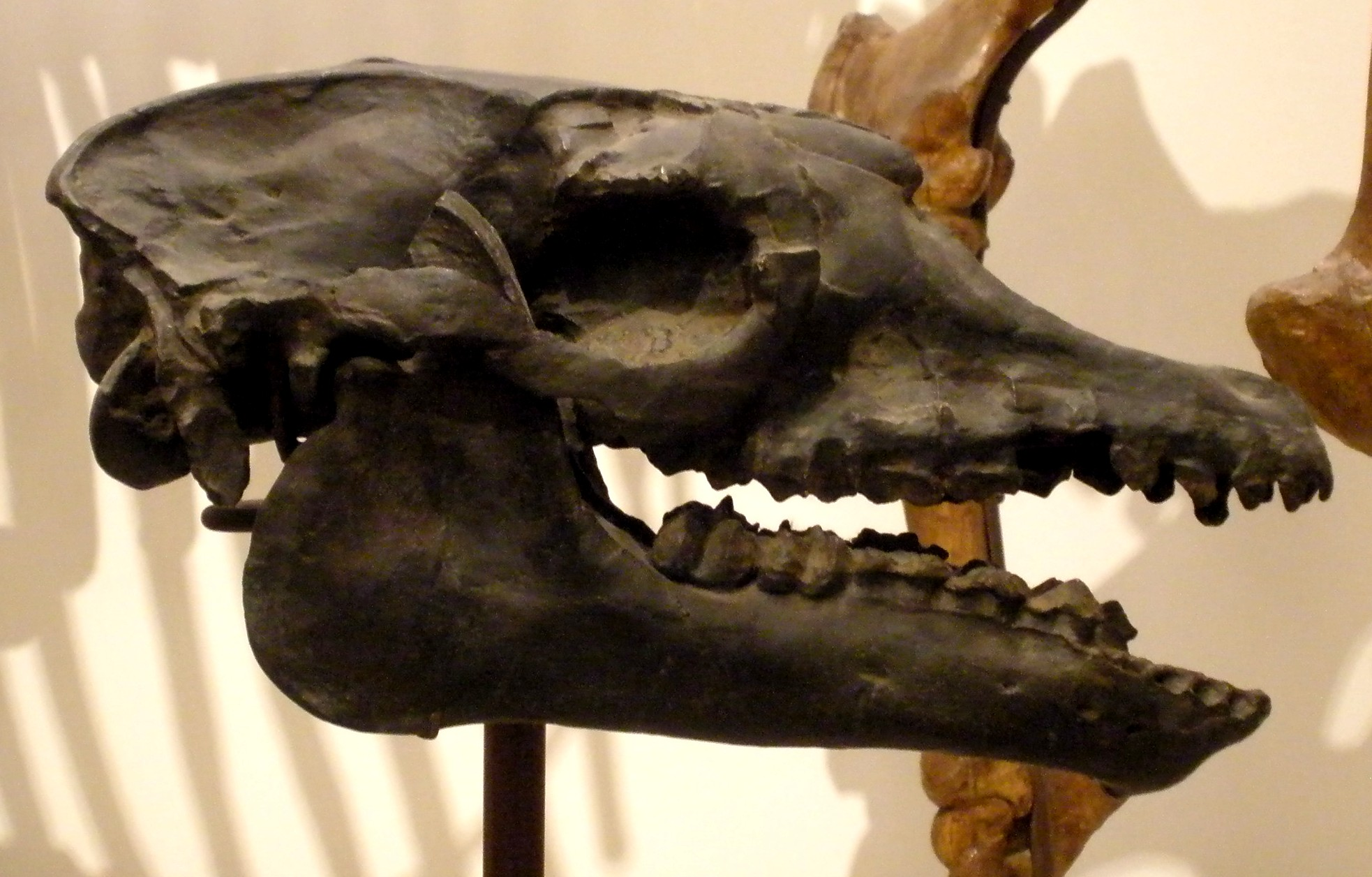
Theosodon patagonicus

- Theosodon lydekkeeri (especie tipo) Ameghino, 1887.
- Theosodon garrettorum Scott, 1910
- Theosodon fontanae Ameghino, 1891
- Theosodon gracilis  Ameghino, 1891
- Theosodon karaikensis Ameghino
- Theosodon patagonicus Ameghino
- Theosodon llamenti Mercerat, 1891[3]
- Theosodon pozzii Kraglievich y Parodi, 1931[4]
- Theosodon hystatus Cabrera y Kraglievich, 1931[5]
- Theosodon? Frenguellü Soria, 1981